# Herta Boehm
Herta Boehm (* 10. Januar 1911 in München; † 1. Oktober 2002 in Apfeldorf, Bayern) war eine deutsche Bühnenbildnerin, Kostümbildnerin und Malerin.

## Leben und Wirken
Herta Boehm erhielt von 1928 bis 1930 in Berlin privaten Zeichenunterricht und ließ sich anschließend von Traugott Müller und Eduard Suhr an der Freien Volksbühne im Bereich Bühnenbild ausbilden. Anschließend assistierte sie Müller bis Ende der 1930er Jahre bei zahllosen Theaterprojekten. 1938 gab Herta Boehm ihren Einstand als eigenständige Bühnenbildnerin bei der Komödie Marguerite:3 am Kleinen Haus des Staatstheaters unter der Leitung von Gustaf Gründgens. Dort blieb sie bis 1941. Anschließend wirkte Boehm bis 1943 an der Volksbühne Berlin, an der Wiener Staatsoper, dem Burgtheater und den Städtischen Bühnen in Essen.
Nach dem Krieg entwarf Herta Boehm zunächst am Staatstheater Wiesbaden, wo sie mit Karl Heinz Stroux zusammenarbeitete, dem Städtischen Theater Düsseldorf und dem Deutschen Theater Berlin. In dieser Zeit traf sie (in Düsseldorf) erneut auf ihren alten Förderer Gründgens. Zu ihren bekanntesten Entwürfen jener (später 1940er) Jahre gehörten die Bühnenbilder zu den Theaterklassikern Ödipus, Hamlet, Faust und Garcia Lorcas Bluthochzeit. Sie entwarf aber auch das Szenenbild zu Sartres modernem, existenzialistisches Werk Die Fliegen, das 1947 in Düsseldorf seine deutsche Erstaufführung feierte. Einzelverträge führten die Münchnerin in den ersten Nachkriegsjahren (1946 bis 1948) an die Berliner Staatsoper, die Städtische Oper Berlin sowie an die Kammerspiele München. Seit 1947 wurde das Deutsche Schauspielhaus Hamburg, an das später auch Gründgens wechselte, ihre zentrale Arbeitsstätte.
Zu den wichtigsten von Boehm szenenbildnerisch betreuten Inszenierungen der 1950er Jahre gehörten Donizettis Liebestrank (Staatsoper Berlin, 1951), Verdis Macbeth (Maggio Musicale Florenz, 1952), Rossinis Wilhelm Tell (Maggio Musicale Florenz, 1953), Millers Hexenjagd (Kammerspiele München, 1954), Hasenclevers Ein besserer Herr und Zuckmayers Das kalte Licht (beides Düsseldorfer Schauspielhaus, 1955). In den 1960er Jahren zog sich die Künstlerin, die sich auch als Kostümbildnerin und Malerin (Stilrichtung Magischer Realismus) betätigt hatte und sich darüber hinaus künstlerisch in anderen Disziplinen (etwa bei der Gestaltung von Theatervorhängen, Wandteppichen und Mosaiken) hervorgetan hatte, wegen eines Rückenleidens aus dem Beruf zurück. Herta Boehm hat sich mit Entwürfen (Kostüme bzw. Szenenbilder) auch an mehreren Filmen beteiligt, die überwiegend von ihren Theaterchefs Müller, Gründgens und Stroux ins Szene gesetzt wurden.
Herta Boehm wird häufig mit einer fast gleichnamigen Schauspielerin namens Hert(h)a Böhm verwechselt.

## Filmografie
- 1938: Der Schritt vom Wege
- 1939: Zwei Welten
- 1941: Friedemann Bach
- 1941: Der Strom
- 1948: Der große Mandarin
- 1949: Begegnung mit Werther